# Nati nel 1561
| Questa pagina contiene informazioni ricavate automaticamente dalle voci biografiche con l'ausilio del template Bio e di un bot. L'aggiornamento è periodico e automatico e ricostruisce completamente la pagina. Se manca una persona in questa lista, sei pregato di non aggiungerla, ma accertati piuttosto che la sua voce biografica contenga il template Bio e che i dati anagrafici siano correttamente compilati. Se il template Bio manca, inseriscilo tu stesso o, in alternativa, metti l'avviso {{tmp\|Bio}} che ne segnala la mancanza. Se i dati riportati sono sbagliati, correggi direttamente la voce biografica; le modifiche saranno visibili in questa lista entro pochi giorni. Per chiarimenti vedi il progetto biografie. La lista contiene solo le 73 persone che sono citate nell'enciclopedia e per le quali è stato implementato correttamente il template Bio. Pagina aggiornata al 10 ago 2025. |

## Gennaio(4)
- 6 gennaio - Heinrich Bocer, giurista e docente tedesco († 1630)
- 6 gennaio - Thomas Fincke, matematico e fisico danese († 1656)
- 22 gennaio - Francesco Bacone, filosofo, politico e giurista inglese († 1626)
- 24 gennaio - Camillo Cortellini, compositore italiano († 1630)

## Febbraio(3)
- 13 febbraio - Basilius Besler, farmacista e botanico tedesco († 1629)
- 15 febbraio - Giovannetta di Sayn-Wittgenstein, nobile tedesca († 1622)
- 25 febbraio - Edward Talbot, VIII conte di Shrewsbury, politico inglese († 1617)

## Marzo(4)
- 3 marzo - Camillo Procaccini, pittore italiano († 1629)
- 4 marzo - Ii Naomasa, generale giapponese († 1602)
- 9 marzo - Venceslao d'Asburgo, austriaco († 1578)
- 29 marzo - Santorio Santorio, medico, filosofo e fisiologo italiano († 1636)

## Aprile(2)
- 5 aprile - Filiberto Milliet, arcivescovo cattolico italiano († 1625)
- 20 aprile - Carlo II di Lorena-Vaudémont, cardinale e vescovo cattolico francese († 1587)

## Giugno(5)
- 7 giugno - Giovanni VII di Nassau-Siegen, conte tedesco († 1623)
- 10 giugno - Giovanni Battista della Concezione, religioso spagnolo († 1613)
- 12 giugno - Anna di Württemberg, principessa tedesca († 1616)
- 13 giugno - Anna Maria di Anhalt, nobile tedesca († 1605)
- 26 giugno - Erdmuthe di Brandeburgo, principessa tedesca († 1623)

## Luglio(4)
- 2 luglio - Christoph Grienberger, astronomo austriaco († 1636)
- 11 luglio - Luis de Góngora, religioso, poeta e drammaturgo spagnolo († 1627)
- 17 luglio - Jacopo Corsi, compositore italiano († 1602)
- 24 luglio - Anna Maria del Palatinato-Simmern, nobile tedesca († 1589)

## Agosto(5)
- 4 agosto - John Harington, inventore, poeta e scrittore inglese († 1612)
- 20 agosto - Jacopo Peri, compositore, organista e tenore italiano († 1633)
- 24 agosto - Thomas Howard, I conte di Suffolk, nobile, politico e ammiraglio inglese († 1626)
- 24 agosto - Bartholomaeus Pitiscus, matematico, astronomo e teologo tedesco († 1613)
- 25 agosto - Johan Philip Lansberg, astronomo e prete olandese († 1632)

## Settembre(3)
- 10 settembre - Hernando Arias de Saavedra, militare e politico spagnolo († 1634)
- 21 settembre - Edward Seymour, visconte Beauchamp, nobile inglese († 1612)
- 25 settembre - Adriaan van Roomen, matematico fiammingo († 1615)

## Ottobre(3)
- 15 ottobre - Martin Chemnitz, giurista e avvocato tedesco († 1627)
- 24 ottobre - Anthony Babington, nobile inglese († 1586)
- 27 ottobre - Mary Sidney, poetessa, scrittrice e traduttrice inglese († 1621)

## Novembre(3)
- 1º novembre - Francesco Usper, organista e compositore italiano († 1641)
- 8 novembre - Francesco Mati, pittore italiano († 1623)
- 23 novembre - Eleonora d'Este, nobile italiana († 1637)

## Dicembre(1)
- 7 dicembre - Kikkawa Hiroie, militare giapponese († 1626)

## Senza giorno specificato(36)
- Gaspar Aguilar, poeta e drammaturgo spagnolo († 1623)
- Girolamo Amati, liutaio italiano († 1630)
- Ashina Moritaka, militare giapponese († 1584)
- Bernardo de Balbuena, poeta spagnolo († 1627)
- Cristoforo Baschenis il Giovane, pittore italiano († 1626)
- William Bedwell, religioso, arabista e traduttore inglese († 1632)
- Henry Briggs, matematico britannico († 1630)
- Carlo Carafa, presbitero italiano († 1633)
- Gregorio Carbonelli, vescovo cattolico e teologo italiano († 1624)
- Guido Casoni, poeta, latinista e giurista italiano († 1642)
- Cheng Zongyou, scrittore cinese
- Cesare Clementini, storico e scrittore italiano († 1624)
- Leonardo Corona, pittore italiano († 1605)
- Orazio De Rossi, pittore italiano († 1626)
- Toussaint Dubreuil, pittore francese († 1602)
- Orazio Ferraro, pittore italiano († 1643)
- Richard Field, tipografo e editore inglese († 1624)
- Fukushima Masanori, generale giapponese († 1624)
- Léonard Gaultier, incisore francese († 1641)
- Hoshina Masamitsu, militare giapponese († 1631)
- Kaganoi Shigemochi, militare giapponese († 1600)
- Grzegorz Knapski, gesuita, grecista e filologo polacco († 1638)
- Marcello Lante, cardinale e vescovo cattolico italiano († 1652)
- Jacob Lorhard, filosofo tedesco († 1609)
- Orazio Ludovisi, I duca di Fiano, nobile, militare e diplomatico italiano († 1624)
- Christopher Newport, navigatore britannico († 1618)
- Adam van Noort, pittore fiammingo († 1641)
- Donal Cam O'Sullivan Beare, nobile e militare irlandese († 1618)
- Matthäus Rader, gesuita, umanista e filologo tedesco († 1634)
- Cornelis Danckerts de Rij, architetto e scultore olandese († 1634)
- Robert Sackville, II conte di Dorset, politico inglese († 1609)
- Mariano Smiriglio, architetto, pittore e decoratore italiano († 1636)
- Robert Southwell, gesuita e poeta inglese († 1595)
- William Stanley, VI conte di Derby, nobile inglese († 1642)
- Tobias Verhaecht, pittore e disegnatore fiammingo († 1631)
- Giovanni Battista della Rovere, pittore italiano († 1627)